# Achkhoy-Martanovsky (huyện)
Huyện Achkhoy-Martanovsky (tiếng Nga: ? райо́н) là một huyện hành chính tự quản (raion), của Tỉnh Sverdlovsk, Nga. Huyện có diện tích 1101 kilômét vuông. Trung tâm của huyện đóng ở Achkoy-Martan.